# Пирдопска духовна околия
Пирдопска духовна околия е околия и ариерейско наместничество с център град Пирдоп е част от Ловчанската епархия на Българската православна църква.

## Храмове
- село Антон – „Свети Пророк Илия“ – 10. 09. 1894 г.
- село Буново – „Свети Великомъченик Теодор Тирон“ – 1834 г.
- село Душанци – „Св. св. Кирил и Методий“ – 27. 10. 1880 г.
- град Златица – „Свети Великомъченик Георги“ – 20. 04. 1850 г.
- село Църквище – „Свети Великомъченица Екатерина“ – 03. 06. 1934 г.
- село Карлиево – „Свети Великомъченик Евстатий“ – 1848 г.
- село Каменица – „Света Петка“ – 1934 г.
- село Мирково – „Свети Великомъченик Димитър“ – 1834 г.
- град Пирдоп – „Успение Богородично“ – 1819 г.
- село Смолско – „Въведение Богородично“ – 04. 10. 1860 г.
- село Чавдар – „Свети Архангел Михаил“ – 1883 г.
- село Челопеч – „Свети Николай“ – 1835 г.